# Медвежье (озеро, Лоухский район)
Медвежье — пресноводное озеро на территории Плотинского сельского поселения Лоухского района Республики Карелии.

## Общие сведения
Площадь озера — 1,1 км². Располагается на высоте 92,2 метров над уровнем моря.
Форма озера продолговатая: оно почти на два километра вытянуто с юго-запада на северо-восток. Берега каменисто-песчаные, преимущественно заболоченные.
Из северо-восточной оконечности озера вытекает безымянный водоток, впадающий в Парфеевскую губу Лоухского озера, из которого берёт начало река Луокса, приток реки Керети, впадающей, в свою очередь, в Белое море.
Возле северо-восточной оконечности водоёма расположен небольшой остров без названия.
В километре от юго-западной оконечности Медвежьего проходит линия железной дороги Санкт-Петербург — Мурманск.
Код объекта в государственном водном реестре — 02020000711102000002651.